# Liste der Nummer-eins-Hits in den britischen Charts (1959)
Dies ist eine Liste der Nummer-eins-Hits in den britischen Charts im Jahr 1959. Sie basiert auf den Official Singles Chart Top 30 und den Official Albums Chart Top 10, die vom Chart Information Network ermittelt wurden. Es gab in diesem Jahr 17 Nummer-eins-Singles und 1 Nummer-eins-Album.

## Singles
| ← 1958 ← | Liste der Nummer-eins-Hits in den britischen Charts | Liste der Nummer-eins-Hits in den britischen Charts | Liste der Nummer-eins-Hits in den britischen Charts                                                                       | 1960 →                    |
| \| Zeitraum \| Wo. ges. \| Interpret \| Titel Autor(en) \| Zusätzliche Informationen \| \| (Zeitraum, Wochen auf Platz eins, Interpret, Titel, Autor[en], zusätzliche Informationen) \| \| \| \| \| \| ----------------------------------------------------------------------------------------- \| -------- \| ----------------------------- \| ------------------------------------------------------------------------------------------------------------------------- \| ------------------------- \| \| 13. Dezember 1958 – 16. Januar 1959 5 Wochen \| 5 \| Conway Twitty \| It’s Only Make Believe Conway Twitty, Jack Nance \| – \| \| 17. Januar 1959 – 23. Januar 1959 1 Woche \| 1 \| Jane Morgan \| The Day the Rains Came Musik: Gilbert Bécaud; Originaltext: Pierre Lanoe; englischer Text: Carl Sigman \| – \| \| 24. Januar 1959 – 13. Februar 1959 3 Wochen \| 3 \| Elvis Presley \| One Night / I Got Stung Dave Bartholomew, Pearl King, Anita Steiman / Aaron H. Schroeder, David Hess, David Hill \| – \| \| 14. Februar 1959 – 13. März 1959 4 Wochen \| 4 \| Shirley Bassey \| As I Love You Jay Livingston, Raymond B. Evans \| – \| \| 14. März 1959 – 20. März 1959 1 Woche \| 1 \| The Platters \| Smoke Gets in Your Eyes Musik: Jerome Kern; Text: Otto A. Harbach \| – \| \| 21. März 1959 – 17. April 1959 4 Wochen \| 4 \| Russ Conway \| Side Saddle Trevor Herbert Stanford \| – \| \| 18. April 1959 – 8. Mai 1959 3 Wochen \| 3 \| Buddy Holly \| It Doesn’t Matter Anymore Paul Anka \| – \| \| 9. Mai 1959 – 12. Juni 1959 5 Wochen \| 5 \| Elvis Presley \| (Now and Then There’s) A Fool Such as I / I Need Your Love Tonight William Marvin Trader / Sid Wayne, S. Bickley Reichner \| – \| \| 13. Juni 1959 – 26. Juni 1959 2 Wochen \| 2 \| Russ Conway \| Roulette Trevor Herbert Stanford \| – \| \| 27. Juni 1959 – 24. Juli 1959 4 Wochen \| 4 \| Bobby Darin \| Dream Lover Bobby Darin \| – \| \| 25. Juli 1959 – 4. September 1959 6 Wochen \| 6 \| Cliff Richard & the Drifters \| Living Doll Lionel Bart \| – \| \| 5. September 1959 – 2. Oktober 1959 4 Wochen \| 4 \| Craig Douglas \| Only Sixteen Sam Cooke \| – \| \| 3. Oktober 1959 – 9. Oktober 1959 1 Woche \| 1 \| Jerry Keller \| Here Comes Summer Jerry Paul Keller \| – \| \| 10. Oktober 1959 – 23. Oktober 1959 2 Wochen \| 2 \| Bobby Darin \| Mack the Knife Musik: Kurt Weill; Text: Bertolt Brecht \| – \| \| 24. Oktober 1959 – 27. November 1959 5 Wochen \| 5 \| Cliff Richard & the Shadows \| Travellin’ Light Sid Tepper, Roy C. Bennett \| – \| \| 28. November 1959 – 18. Dezember 1959 3 Wochen \| 3 \| Adam Faith \| What Do You Want a Les Vandyke \| – \| \| 12. Dezember 1959 – 22. Januar 1960 6 Wochen \| 6 \| Emile Ford and the Checkmates \| What Do You Want to Make Those Eyes at Me For a James Vincent Monaco, Joseph McCarthy \| – \| |                                                     |                                                     | |                           |
| ← 1958 |                                                     |                                                     | | → 1960 →                  |
| Zeitraum | Wo. ges.                                            | Interpret                                           | Titel Autor(en) | Zusätzliche Informationen |
| (Zeitraum, Wochen auf Platz eins, Interpret, Titel, Autor[en], zusätzliche Informationen) |                                                     |                                                     | |                           |
| 13. Dezember 1958 – 16. Januar 1959 5 Wochen | 5                                                   | Conway Twitty                                       | It’s Only Make Believe Conway Twitty, Jack Nance                                                                          | –                         |
| 17. Januar 1959 – 23. Januar 1959 1 Woche | 1                                                   | Jane Morgan                                         | The Day the Rains Came Musik: Gilbert Bécaud; Originaltext: Pierre Lanoe; englischer Text: Carl Sigman                    | –                         |
| 24. Januar 1959 – 13. Februar 1959 3 Wochen | 3                                                   | Elvis Presley                                       | One Night / I Got Stung Dave Bartholomew, Pearl King, Anita Steiman / Aaron H. Schroeder, David Hess, David Hill          | –                         |
| 14. Februar 1959 – 13. März 1959 4 Wochen | 4                                                   | Shirley Bassey                                      | As I Love You Jay Livingston, Raymond B. Evans                                                                            | –                         |
| 14. März 1959 – 20. März 1959 1 Woche | 1                                                   | The Platters                                        | Smoke Gets in Your Eyes Musik: Jerome Kern; Text: Otto A. Harbach                                                         | –                         |
| 21. März 1959 – 17. April 1959 4 Wochen | 4                                                   | Russ Conway                                         | Side Saddle Trevor Herbert Stanford                                                                                       | –                         |
| 18. April 1959 – 8. Mai 1959 3 Wochen | 3                                                   | Buddy Holly                                         | It Doesn’t Matter Anymore Paul Anka                                                                                       | –                         |
| 9. Mai 1959 – 12. Juni 1959 5 Wochen | 5                                                   | Elvis Presley                                       | (Now and Then There’s) A Fool Such as I / I Need Your Love Tonight William Marvin Trader / Sid Wayne, S. Bickley Reichner | –                         |
| 13. Juni 1959 – 26. Juni 1959 2 Wochen | 2                                                   | Russ Conway                                         | Roulette Trevor Herbert Stanford                                                                                          | –                         |
| 27. Juni 1959 – 24. Juli 1959 4 Wochen | 4                                                   | Bobby Darin                                         | Dream Lover Bobby Darin                                                                                                   | –                         |
| 25. Juli 1959 – 4. September 1959 6 Wochen | 6                                                   | Cliff Richard & the Drifters                        | Living Doll Lionel Bart                                                                                                   | –                         |
| 5. September 1959 – 2. Oktober 1959 4 Wochen | 4                                                   | Craig Douglas                                       | Only Sixteen Sam Cooke | –                         |
| 3. Oktober 1959 – 9. Oktober 1959 1 Woche | 1                                                   | Jerry Keller                                        | Here Comes Summer Jerry Paul Keller                                                                                       | –                         |
| 10. Oktober 1959 – 23. Oktober 1959 2 Wochen | 2                                                   | Bobby Darin                                         | Mack the Knife Musik: Kurt Weill; Text: Bertolt Brecht                                                                    | –                         |
| 24. Oktober 1959 – 27. November 1959 5 Wochen | 5                                                   | Cliff Richard & the Shadows                         | Travellin’ Light Sid Tepper, Roy C. Bennett                                                                               | –                         |
| 28. November 1959 – 18. Dezember 1959 3 Wochen | 3                                                   | Adam Faith                                          | What Do You Want a Les Vandyke                                                                                            | –                         |
| 12. Dezember 1959 – 22. Januar 1960 6 Wochen | 6                                                   | Emile Ford and the Checkmates                       | What Do You Want to Make Those Eyes at Me For a James Vincent Monaco, Joseph McCarthy                                     | –                         |

## Alben
| ← 1958 ← | Liste der Nummer-eins-Hits in den britischen Charts | Liste der Nummer-eins-Hits in den britischen Charts | Liste der Nummer-eins-Hits in den britischen Charts | 1960 →                    |
| \| Zeitraum \| Wo. ges. \| Interpret \| Titel \| Zusätzliche Informationen \| \| (Zeitraum, Wochen auf Platz eins, Interpret, Titel, zusätzliche Informationen) \| \| \| \| \| \| ------------------------------------------------------------------------------ \| -------- \| ------------ \| ------------- \| ------------------------- \| \| 2. November 1958 – 5. März 1960 17 Wochen (insgesamt 115) \| 115 \| (Soundtrack) \| South Pacific \| – \| |                                                     |                                                     |                                                     |                           |
| ← 1958 |                                                     |                                                     |                                                     | → 1960 →                  |
| Zeitraum | Wo. ges.                                            | Interpret                                           | Titel                                               | Zusätzliche Informationen |
| (Zeitraum, Wochen auf Platz eins, Interpret, Titel, zusätzliche Informationen) |                                                     |                                                     |                                                     |                           |
| 2. November 1958 – 5. März 1960 17 Wochen (insgesamt 115) | 115                                                 | (Soundtrack)                                        | South Pacific                                       | –                         |

Bei den Singles wurden die Charts der Zeitschrift New Musical Express verwendet, bei den Alben die Charts des Melody Maker. Die Datumsangaben beziehen sich auf das Gültigkeitsdatum der Charts, also jeweils die auf die Verkaufswoche folgende Woche.

## Jahreshitparade
| ← 1958 | Singlehits des Jahres in den britischen Charts | Singlehits des Jahres in den britischen Charts | Singlehits des Jahres in den britischen Charts | 1960 → |

| Platz | Platz | Interpret                     | Interpret                     | Titel Autor(en) |
| ----- | ----- | ----------------------------- | ----------------------------- | --- |
| 1     | 1     | Cliff Richard & the Drifters  | Cliff Richard & the Drifters  | Living Doll Lionel Bart                                                                                                   |
| 2     | 2     | Emile Ford and the Checkmates | Emile Ford and the Checkmates | What Do You Want to Make Those Eyes at Me For James Vincent Monaco, Joseph McCarthy                                       |
| 3     | 3     | Buddy Holly                   | Buddy Holly                   | It Doesn’t Matter Anymore Paul Anka                                                                                       |
| 4     | 4     | Cliff Richard & the Shadows   | Cliff Richard & the Shadows   | Travellin’ Light Sid Tepper, Roy C. Bennett                                                                               |
| 5     | 5     | Lord Rockingham’s XI          | Lord Rockingham’s XI          | Hoots Mon Henry MacLeod Robertson                                                                                         |
| 6     | 6     | Russ Conway                   | Russ Conway                   | Side Saddle Trevor Herbert Stanford                                                                                       |
| 7     | 7     | Bobby Darin                   | Bobby Darin                   | Dream Lover Bobby Darin                                                                                                   |
| 8     | 8     | Adam Faith                    | Adam Faith                    | What Do You Want Les Vandyke                                                                                              |
| 9     | 9     | Elvis Presley                 | Elvis Presley                 | (Now and Then There’s) A Fool Such as I / I Need Your Love Tonight William Marvin Trader / Sid Wayne, S. Bickley Reichner |
| 10    | 10    | Lonnie Donegan                | Lonnie Donegan                | The Battle of New Orleans Jimmy Driftwood                                                                                 |

| ← 1958 |  |  |  | 1960 → |